# Kleinenheerse
Kleinenheerse ist ein Ort in der Gemeinde Raddestorf im Landkreis Nienburg/Weser in Niedersachsen.

## Geschichte
Am 1. März 1974 wurde Kleinenheerse in die Gemeinde Raddestorf eingegliedert.